# Star Air Cargo
Star Air Cargo ist eine südafrikanische Fluggesellschaft mit Sitz in Johannesburg und Basis auf dem Flughafen O. R. Tambo.

## Geschichte
Star Air Cargo wurde 1996 gegründet und führte anfangs mit kleineren Flugzeugen Frachtflüge für DHL und FedEx durch. Nach und nach begann sie auch Linienflüge durchzuführen und flottete ihre kleineren Flugzeuge aus und ersetzte sie durch Boeing 737. Daraufhin führte sie keine eigenen Linienflüge mehr durch, sondern verleast ihre Flotte an andere Fluggesellschaften.
Im Dezember 2019 übernahm Comair 100 % von Star Air Cargo und Star Air Maintenance.

## Flugziele
Star Air Cargo verleast bzw. verleaste seine Flugzeuge unter anderem an Air Malawi, Air Namibia, Air Tanzania, South African Express Airways und Zambian Airways.

## Flotte
Mit Stand Februar 2023 besteht die Flotte der Star Air aus sieben Flugzeugen mit einem Durchschnittsalter von 33 Jahren:
| Flugzeugtyp        | Luftfahrzeugkennzeichen | Anmerkungen        |
| Passagierflugzeuge | Passagierflugzeuge      | Passagierflugzeuge |
| ------------------ | ----------------------- | ------------------ |
| Boeing 737-300     | ZS-VDB                  |                    |
| Boeing 737-300     | ZS-VDP                  | inaktiv            |
| Frachtflugzeuge    |                         |                    |
| Boeing 737-300     | ZS-TAG                  |                    |
| Boeing 737-300     | ZS-TGN                  |                    |
| Boeing 737-300     | ZS-TGG                  |                    |
| Boeing 737-300     | ZS-TGX                  |                    |
| Boeing 737-300     | ZS-TIH                  |                    |

### Ehemalige Flugzeugtypen
- Boeing 737-400